# Vết carbon
Trong quá khứ, vết carbon (hay vệt carbon) được định nghĩa là tổng khí thải được tạo ra bởi một cá nhân, một sự kiện hay tổ chức, hoặc trong sản xuất, được diễn giải như là carbon tương đương.
Trong đa số trường hợp, tổng vệt carbon không thể đo đạc một các chính xác bởi những hạn chế trong kiến thức và dữ liệu về những tương tác phức tạp giữa các quy trình đóng góp, đặc biệt trong những tác động đến việc tích trữ các quá trình tự nhiên hay việc thải khí carbon dioxide. Vì vậy, Wright, Kemp, và Williams từ đại học Southampton, Highfield, Anh đã đề xuất định nghĩa vệt cacbon:
Một tiêu chuẩn về tổng lượng khí thải carbon dioxide (CO2) và methan (CH4) của một dân cư, hệ thống cụ thể hoặc trong hoạt động, gồm tất cả các nguồn có liên quan, các bể và bồn chứa trong ranh giới không gian và thời gian của dân cư, hệ thống hoặc các hoạt động tương đương. Được tính theo lượng khí carbon dioxide tương đương bằng cách sử dụng chỉ số khả năng nóng lên toàn cầu trong thời gian tương đối là 100 năm (GWP100).
Khí thải nhà kính (Greenhouse gases) có thể phát thải thông qua quá trình khai hoang, sản xuất hay tiêu thụ thực phẩm, nhiên liệu, hàng hóa, nguyên liệu, giao thông, xạy dựng, và các dịch vụ khác. Để đơn giản hóa trong báo cáo, nó thường được đề cập theo lượng khí carbon dioxide, hoặc tương đương với khí thải nhà kính khác.
Hầu hết dấu cacbon được thải ra từ các hộ gia đình ở Mĩ đến từ các nguồn gián tiếp, đó là quá trình đốt nhiên liệu trong sản xuất cách xa người tiêu dùng cuối. Có những phân biệt giữa khí thải từ đốt nhiên liệu trược tiếp từ một chiếc xe hơi hoặc bếp lò, thường liên quan đến nguồn phát sinh trưc tiếp từ vệt cacbon của người dùng.
Khái niệm về vết carbon bắt nguồn từ vết sinh thái, được phát triển bởi Rees và Wackernagel từ những năm 1990 nhằm giả định số trái đất cần thiết nếu mọi người trên hành tinh tiêu thụ một lượng tài nguyên như nhau với người đo đạc vết sinh thái của họ. Tuy nhiên, do vết sinh thái vẫn còn sai sót trong đo lượng, Anindita Mitra (đến từ CREA, Seattle) đã chọn các tính đơn giản hơn là vết carbon để dễ dàng đo đạc việc sử dụng cacbon, như một thước đo cho việc sự dụng năng lượng không bền vững. Năm 2007, vết carbon đã được dùng trong tính toán khí thải cacbon để phát triển quy hoạch năng lượng co thành phố Lynnwood, Washington. Vết cacbon mang lại hiệu quả hơn vết sinh thái bởi nó đo lượng khí thải gây biến đổi khí hậu tại khí quyển một các trực tiếp.
Vết cacbon là một nhánh trong các chỉ thị dấu vết, bao gồm thủy vết, và địa vết.

## Đo đạc vết carbon
Vết carbon của một cá nhân, quốc gia hay tổ chức có thể được đo lường bằng việc đánh giá khí thải nhà kính (GHG emissions) hoặc các biện pháp tính toán khác để biểu thị khí carbon tồn đọng. Một khi biết được quy mô của vết carbon, một chiến lược có thể được đề ra để giảm thiểu nó, ví dụ như bằng sự phát triển kĩ thuật, nâng cao quản lí quy trình và sản phẩm, chuyển đổi sang tiêu dùng xanh trong cộng đồng và trong chính phủ (Green Private Procurement - GPP), thu hồi carbon, chiến lược chi tiêu, v.v.
Hiện nay đã có một vài máy tính để tính vết carbon trực tuyến miễn phí, trong số đó được hỗ trợ bởi các dữ liệu và bộ tính toán ngang hàng công khai cung cấp bởi đại học California, tập đoàn nghiên cứu CoolClimate Network của Berkeley và quỹ đầu tư CarbonStory. Những trang web này sẽ yêu cầu người xem trả lời một số câu hỏi về chế độ ăn, phương tiện di chuyển, kích thước nhà ở, mua sắm, các hoạt động giải trí, lượng điện, khí đốt và đồ gia dụng như máy sấy hay tủ lạnh đã sử dụng, vv. Trang web sau đó sẽ tính toán vết carbon của người thực hiện dựa trên việc trả lời các câu hỏi đó. Một hệ thống đánh giá bằng văn bản được sử dụng nhằm xác định cách tốt nhất để tính toán vệt carbon của một cá nhân/ hộ gia đình. Đánh giá này được dựa trên 13 phương pháp tính và sau đó sử dụng các phương pháp chung để kiểm tra 15 bộ máy tính vét carbon phổ biến nhất. Một kết quả nghiên cứu gần đây được thực hiện bởi Christopher  Weber từ trường đại học Carnegie Mellon đã nhận ra rằng việc  tính toán vết carbon cho các sản phẩm thường không mang lại kết quả mong muốn. Sự đa dạng ở sở hữu hàng hóa điện trong sản xuất, vận chuyển, và kĩ thuật lạc hậu được dùng để sản xuất có thể khiến việc tính toán khó khăn hơn để cho ra một vết carbon chính xác. Cho nên việc đặt câu hỏi và giải quyết độ chính xác của các kĩ thuật về vết carbon là rất quan trọng, đặc biệt là do sự phổ biến của nó.
Vết carbon có thể làm giảm nhờ sự phát triển của các dự án thay thế, như là quang năng và phong năng, những nguồn năng lượng thân thiện môi trường, hay tài nguyên tái tạo, tái tạo rừng, phủ xanh đồi trọc và đất rừng bị tàn phá trước đây. Những ví dụ đó được gọi là Chuyển đổi carbon (Carbon Offset), nhằm chống lại lượng khí thải carbon điôxit với mức giảm tương đương carbon dioxide trong khí quyển.
Ảnh hưởng chính lên vết carbon bao gồm dân số, sản lượng kinh tế, năng lượng và tác động của carbon lên nên kinh tế. Những nhân tố này chính là mục tiêu quan trọng để làm giảm dấu vết carbon của cá nhân và các doanh nghiệp. Sản xuất tạo ra một lượng lớn vết carbon, các học giả cho rằng việc làm giảm lượng năng lượng cần thiết cho sản xuất có thể sẽ là một trong những giải pháp hiệu quả nhất để làm giảm dấu carbon. Điều này dựa trên thực tế rằng điện năng hiện chiếm tới 37% lượng khí thải carbon dioxide. Việc lọc khí thải trong sản xuất than đá đã làm giảm khí thải carbon một cách đáng kể.; từ những năm 1980, lượng năng lượng được dùng trong sản xuất thép đã giảm 50%.

## Vết carbon trung bình của một người trong một quốc gia.
Dấu cacbon trung bình trên toàn cầu vào năm 2007 vào khoảng 5.7 tấn khí CO2 tương đương trong một người, còn EU thì khoảng 13,8 tấn khí thải CO2  trên người, trong khi đó ở Mỹ, Luxembourg và Úc thì tới 25 tấn. Vết cacbon ở mỗi người dân ở các quốc gia châu Phi và Ấn Độ tương đối thấp hơn mức trung bình. Khi đặt những con số này trong bối cảnh dân số toàn cầu đạt 9-10 tỉ vào năm 2050, vết carbon cần vào khoảng 2 – 2.5 tấn CO2  trên mỗi đầu người thì nhiệt độ toàn cầu sẽ nằm trong ngưỡng tăng 2 °C. Việc tính toán lượng khí thải đựa vào lượng tiêu thụ được ứng dụng trong nền tảng cơ sở dữ liệu truy xuất đa vùng. Việc tiêu thụ chiếm toàn bộ khí thải nhà kính trong chuỗi cung ứng toàn cầu và phân bố chúng tới người tiêu dùng cuối trong mua bán hàng hóa. Khí thải nhà kính không bao gồm thay đổi độ che phủ đất sử dụng.
Di chuyển (lái xe, hàng không, và một phần nhỏ từ phương tiện công cộng), nơi trú ẩn (điện, sưởi ấm, xây dựng) và thực phẩm là những thông tin quan trọng nhất để xác định vết carbon của mỗi người. Ở châu Âu, vết carbon trong đi lại thậm chí bị tách ra thành phát thải trực tiếp (ví dụ như điều khiển phương tiện cá nhân) và khí thải thể hiện trong các hàng hóa có liên quan đến hình thức di chuyển (hàng không vận tải, khí thải từ sản xuất ô tô và trong quá trình khai thác nhiên liệu).
Dấu cacbon tại các hộ gia đình ở Mỹ gấp 5 lần trung bình toàn cầu. Hành động đơn giản để làm giảm dấu vết carbon của họ là hạn chế sử dụng phương tiện cá nhân, hoặc chuyển sang loại phương tiện hiểu quả hơn.

## Nguồn phát thải cacbon trực tiếp

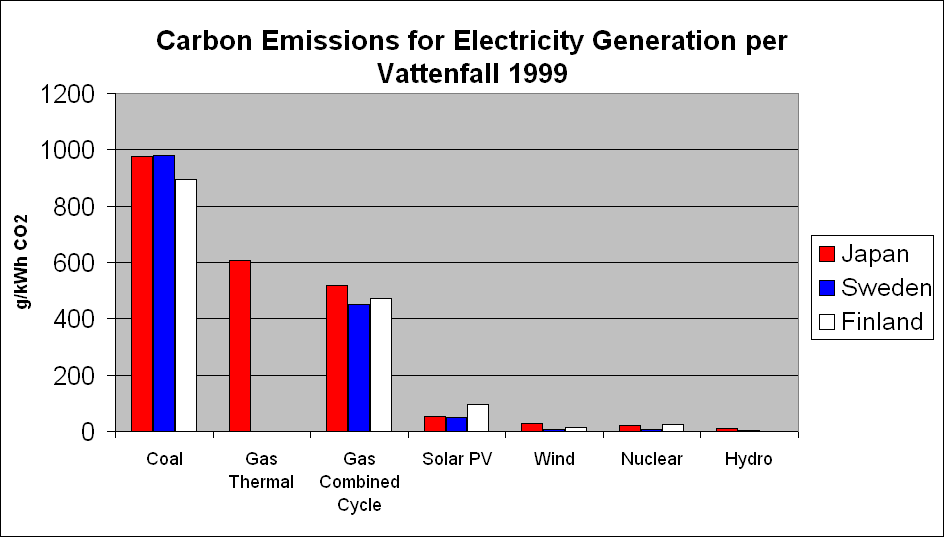
The Vattenfall study found renewable and nuclear generation responsible for far less CO_{2} than fossil fuel generation.

### Dấu vết cacbon của năng lượng

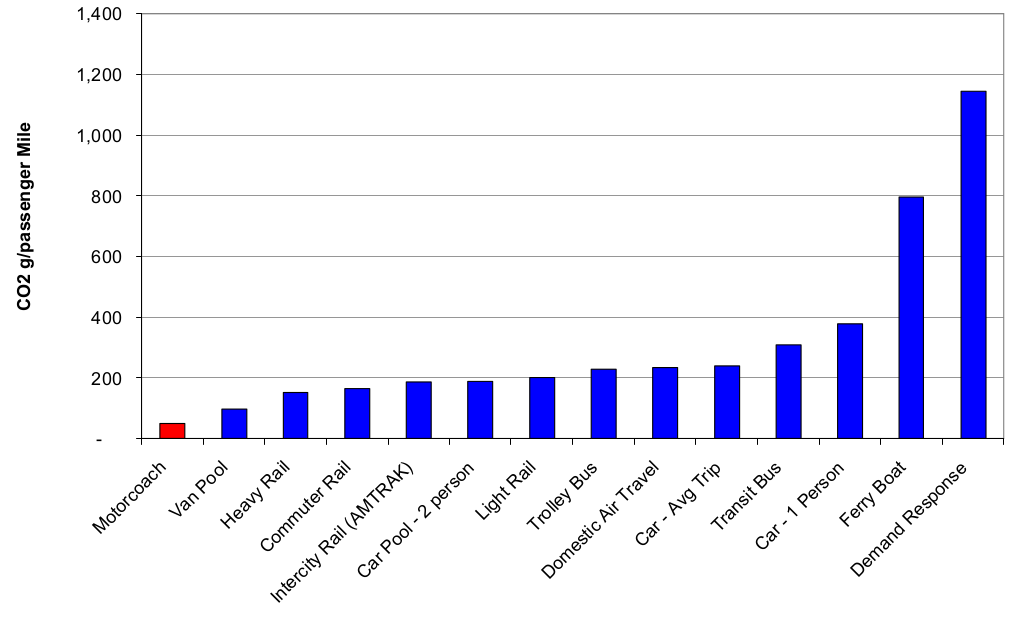
Lượng carbon dioxide thải (gram) ra trên mỗi dặm hành khách (Mỹ). Dựa trên 'Updated Comparison of Energy Use & CO 2 Emissions From Different Transportation Modes, October 2008' (Manchester, NH: M.J. Bradley & Associates, 2008), trang 4, bảng 1.1